# Хронологія світових рекордів з плавання в естафеті 4×50 метрів вільним стилем
У цій статті подано хронологію світових рекордів з плавання в естафеті 4×50 метрів вільним стилем на короткій воді (25 м). Ці рекорди реєструє/визнає Міжнародна федерація плавання (ФІНА), яка наглядає за міжнародними змаганнями з водних видів спорту.

## Чоловіки
| # | Час     |    | Ім'я | Країна                      | Дата            | Змагання         | Місце                               | Пос.        |
| - | ------- | -- | --- | --------------------------- | --------------- | ---------------- | ----------------------------------- | ----------- |
| 1 | 1:36.81 |    | - Коді Міллер - Джеймс Веллс - Метт Ґерт - Філіп Батлер                                                               | Indiana University Hoosiers | 26 вересня 2013 | IU Fall Frenzy   | Блумінгтон, Сполучені Штати Америки | [ 1 ] [ 2 ] |
| 2 | 1:25.52 | пз | - Франсуа Хеерсбрандт (21.82) - Йорі Гранжан (21.16) - Пітер Тіммерс (21.49) - Яспер Арентс (21.05)                   | Бельгія                     | 15 грудня 2013  | Чемпіонат Європи | Гернінг, Данія                      | [ 3 ]       |
| 3 | 1:23.36 |    | - Володимир Морозов (20.87) - Сергій Фесіков (20.57) - Лагунов Євген Олександрович (21.03) - Микита Коновалов (20.89) | Росія                       | 15 грудня 2013  | Чемпіонат Європи | Гернінг, Данія                      | [ 4 ]       |
| 4 | 1:22.60 |    | - Володимир Морозов (21.01) - Євген Сєдов (20.37) - Олег Тихобаєв (20.59) - Сергій Фесіков (20.63)                    | Росія                       | 6 грудня 2014   | Чемпіонат світу  | Доха, Катар                         | [ 5 ]       |
| 5 | 1:21.80 |    | - Кайлеб Дрессел (20.43) - Раян Гелд (20.25) - Джек Конгер (20.59) - Майкл Чедвік (20.53)                             | США                         | 14 грудня 2018  | Чемпіонат світу  | Ханчжоу, Китай                      | [ 6 ]       |

## Жінки
| # | Час     |       | Ім'я | Країна                      | Дата            | Змагання         | Місце                               | Пос.        |
| - | ------- | ----- | --- | --------------------------- | --------------- | ---------------- | ----------------------------------- | ----------- |
| 1 | 1:54.97 |       | - Стефані Марчу - Клаудія Дікапуа - Одрі Скотт - Ґрейс Паджет                                             | Indiana University Hoosiers | 26 вересня 2013 | IU Fall Frenzy   | Блумінгтон, Сполучені Штати Америки | [ 1 ] [ 2 ] |
| 2 | 1:37.21 | пз    | - Мішель Колеман (24.72) - Сара Шестрем (23.60) - Луїс Ганссон (24.50) - Магдалена Курас (24.39)          | Швеція                      | 12 грудня 2013  | Чемпіонат Європи | Гернінг, Данія                      | [ 7 ]       |
| 3 | 1:37.04 |       | - Пернілле Блуме (24.90) - Джанетт Оттесен (23.66) - Келлі Рібер Расмуссен (24.63) - Міе Нільсен (23.85)  | Данія                       | 12 грудня 2013  | Чемпіонат Європи | Гернінг, Данія                      | [ 8 ]       |
| 4 | 1:35.74 | пз    | - Есме Вермелен (25.09) - Раномі Кромовідьойо (23.01) - Мод ван дер Мер (23.89) - Інґе Деккер (23.75)     | Нідерланди                  | 7 грудня 2014   | Чемпіонат світу  | Доха, Катар                         | [ 9 ]       |
| 5 | 1:34.24 |       | - Інґе Деккер (24.09) - Фемке Гемскерк (23.24) - Мод ван дер Мер (24.03) - Раномі Кромовідьойо (22.88)    | Нідерланди                  | 7 грудня 2014   | Чемпіонат світу  | Доха, Катар                         | [ 10 ]      |
| 6 | 1:33.91 |       | - Раномі Кромовідьойо (23.42) - Фемке Гемскерк (23.19) - Тамара ван Вліт (23.65) - Валері ван Рон (23.65) | Нідерланди                  | 15 грудня 2017  | Чемпіонат Європи | Копенгаген, Данія                   | [ 11 ]      |
| 7 | 1:32.50 | tt, # | - Раномі Кромовідьойо (23.05) - Маайке де-Ваард (23.16) - Кім Буш (23.47) - Фемке Гемскерк (22.82)        | Нідерланди                  | 12 грудня 2020  | Wouda Cup        | Ейндговен, Нідерланди               | [ 12 ]      |

## Змішані
| #  | Час     |                | Ім'я | Країна                      | Дата              | Змагання         | Місце                               | Пос.                 |
| -- | ------- | -------------- | --- | --------------------------- | ----------------- | ---------------- | ----------------------------------- | -------------------- |
| 1  | 1:41.16 |                | - Бейлі Прессі (27.64) - Стефані Армстронґ (26.36) - Таннер Курц (23.71) - Коді Міллер (23.55)                     | Indiana University Hoosiers | 26 вересня 2013   | IU Fall Frenzy   | Блумінгтон, Сполучені Штати Америки | [ 13 ] [ 14 ] [ 15 ] |
| -  | 1:36.78 | не затверджено | - Майкл Віналда (23.12) - Зої Маттінґлі (25.23) - Слі Делуф (25.75) - Кайл Вітакер (22.68)                         | Мічиганський університет    | 28 вересня 2013   | Water Carnival   | Анн-Арбор, Сполучені Штати Америки  | [ 16 ]               |
| 2  | 1:33.01 |                | - Розалія Насретдінова (24.56) - Дмитро Єрмаков (21.97) - Лобузов Артем Юрійович (22.06) - Марія Рєзнікова (24.42) | Росія                       | 13 жовтня 2013    | Кубок світу      | Москва, Росія                       | [ 17 ] [ 18 ]        |
| 3  | 1:32.52 |                | - Сьоура Сінрі (21.63) - Акасе Саяка (25.28) - Кента Іто (20.70) - Ватанабе Канако (24.91)                         | Японія                      | 18 жовтня 2013    | Кубок світу      | Дубай, Об'єднані Арабські Емірати   | [ 19 ] [ 20 ]        |
| 4  | 1:31.14 |                | - Флоран Маноду (21.22) - Жеремі Страв'юс (20.87) - Мелані Енік (24.61) - Анна Сантаманс (24.44)                   | Франція                     | 21 жовтня 2013    | Кубок світу      | Доха, Катар                         | [ 21 ] [ 22 ]        |
| 5  | 1:31.13 | пз             | - Томмасо Д'Орсонья (21.62) - Реґан Леонґ (21.98) - Бронте Кемпбелл (24.03) - Кейт Кемпбелл (23.50)                | Австралія                   | 10 листопада 2013 | Кубок світу      | Токіо, Японія                       | [ 23 ] [ 24 ]        |
| 6  | 1:29.61 |                | - Томмасо Д'Орсонья (21.48) - Тревіс Магоні (21.59) - Кейт Кемпбелл (23.10) - Бронте Кемпбелл (23.44)              | Австралія                   | 10 листопада 2013 | Кубок світу      | Токіо, Японія                       | [ 23 ] [ 25 ]        |
| 7  | 1:29.53 |                | - Сергій Фесіков (21.13) - Володимир Морозов (20.72) - Розалія Насретдінова (23.70) - Вероніка Андрусенко (23.98)  | Росія                       | 14 грудня 2013    | Чемпіонат Європи | Гернінг, Данія                      | [ 26 ] [ 27 ]        |
| 8  | 1:28.57 |                | - Джош Шнайдер (20.94) - Метт Греверс (20.75) - Медісон Кеннеді (23.63) - Еббі Вейтцейл (23.25)                    | США                         | 6 грудня 2014     | Чемпіонат світу  | Доха, Катар                         | [ 28 ] [ 29 ]        |
| 9  | 1:28.39 |                | - Нілс Корстаньє (21.42) - Кайл Стольк (20.66) - Раномі Кромовідьойо (23.01) - Фемке Гемскерк (23.30)              | Нідерланди                  | 16 грудня 2017    | Чемпіонат Європи | Копенгаген, Данія                   | [ 30 ]               |
| 10 | 1:27.89 |                | - Кайлеб Дрессел (20.43) - Раян Гелд (20.60) - Меллорі Комерфорд (23.44) - Келсі Воррелл (23.42)                   | США                         | 12 грудня 2018    | Чемпіонат світу  | Ханчжоу, Китай                      | [ 31 ]               |
| 11 | 1:27.33 |                | - Максім Груссе (20.92) - Флоран Маноду (20.26) - Беріль Гастальделло (23.00) - Мелані Енік (23.15)                | Франція                     | 16 грудня 2022    | Чемпіонат світу  | Мельбурн, Австралія                 | [ 32 ]               |

## Найкращі 10 за увесь час за країнами

### Чоловіки
- Актуально станом на грудень 2023[33]

| Міс. | Час     | Плавець                                                                                                   | Країна          | Дата             | Місце    | Пос.   |
| ---- | ------- | --- | --------------- | ---------------- | -------- | ------ |
| 1    | 1:20.77 | Ален Бернар (20.64) Фаб'ян Жіло (20.33) Аморі Лево (19.93) Фредерік Буске (19.87)                         | Франція         | 14 грудня 2008   | Рієка    | [ 34 ] |
| 2    | 1:21.80 | Кайлеб Дрессел (20.43) Раян Гелд (20.25) Джек Конгер (20.59) Майкл Чедвік (20.53)                         | США             | 14 грудня 2018   | Ханчжоу  | [ 35 ] |
| 3    | 1:22.22 | Володимир Морозов (20.39) Євген Сєдов (20.82) Ivan Kuzmenko (20.64) Євген Рилов (20.37)                   | Росія           | 14 грудня 2018   | Ханчжоу  | [ 35 ] |
| 4    | 1:22.52 | Бенджамін Прауд (20.56) Метью Річардс (20.50) Александер Когун (20.99) Льюїс Беррас (20.47)               | Велика Британія | 5 грудня 2023    | Отопень  | [ 36 ] |
| 5    | 1:22.89 | Єссе Пютс (21.10) Стан Пейненбург (20.74) Кензо Сімонс (20.59) Том Де Бур (20.46)                         | Нідерланди      | 2 листопада 2021 | Казань   | [ 37 ] |
| 6    | 1:22.90 | Санто Кондореллі (21.27) Андреа Вергані (20.44) Лоренцо Дзадзері (20.57) Алессандро Мірессі (20.62)       | Італія          | 14 грудня 2018   | Ханчжоу  | [ 35 ] |
| 7    | 1:23.18 | Дуже Драганья (20.71) Олексій Пунінський (20.55) Маріо Тодорович (20.87) Маріо Делач (21.05)              | Хорватія        | 13 грудня 2009   | Стамбул  | [ 38 ] |
| 8    | 1:23.27 | Крістіан Голомєєв (21.15) Стергіос-Маріос Білас (21.02) Апостолос Хрістоу (20.58) Андреас Вазайос (20.52) | Греція          | 5 грудня 2023    | Отопень  | [ 36 ] |
| 9    | 1:23.44 | Айзек Купер (21.25) Метью Темпл (20.75) Флінн Саутем (21.10) Кайл Чалмерс (20.34)                         | Австралія       | 15 грудня 2022   | Мельбурн | [ 39 ] |
| 10   | 1:23.74 | Павел Юрашек (21.19) Марцін Цесляк (20.98) Кароль Островський (20.79) Якуб Краска (20.78)                 | Польща          | 4 грудня 2019    | Глазго   | [ 40 ] |

### Жінки
- Актуально станом на грудень 2022[41]

| Міс. | Час     | Плавчиня                                                                                            | Країна     | Дата             | Місце     | Пос.   |
| ---- | ------- | --------------------------------------------------------------------------------------------------- | ---------- | ---------------- | --------- | ------ |
| 1    | 1:32.50 | Раномі Кромовідьойо (23.05) Маайке де-Ваард (23.16) Кім Буш (23.47) Фемке Гемскерк (22.82)          | Нідерланди | 12 грудня 2020   | Ейндговен |        |
| 2    | 1:33.89 | Торрі Гаск (24.08) Клер Курзан (23.30) Еріка Браун (23.74) Кейт Дуглас (22.77)                      | США        | 15 грудня 2022   | Мельбурн  | [ 42 ] |
| 3    | 1:34.23 | Меґ Гарріс (23.98) Медісон Вілсон (23.51) Моллі О'Каллаган (24.01) Емма Маккеон (22.73)             | Австралія  | 15 грудня 2022   | Мельбурн  | [ 42 ] |
| 4    | 1:34.54 | Сара Шестрем (23.33) Мішель Колеман (23.38) Сара Юневік (24.02) Луїс Ганссон (23.81)                | Швеція     | 21 грудня 2021   | Абу-Дабі  | [ 43 ] |
| 5    | 1:34.92 | Розалія Насретдінова (24.18) Аріна Суркова (23.41) Марія Камєнєва (23.70) Дарія Клепикова (23.63)   | Росія      | 2 листопада 2021 | Казань    | [ 44 ] |
| 6    | 1:35.00 | Мішель Вільямс (24.07) Сандрін Менвіль (23.62) Тейлор Рак (23.77) Пенні Олексяк (23.54)             | Канада     | 11 грудня 2016   | Віндзор   |        |
| 6    | 1:35.00 | Чен Юйцзє (24.27) Чжан Юйфей (23.12) Чжу Менхуей (23.90) У Цінфен (23.71)                           | Китай      | 21 грудня 2021   | Абу-Дабі  | [ 43 ] |
| 8    | 1:35.21 | Беріль Гастальделло (23.85) Мелані Енік (23.30) Лена Бускен (24.40) Анна Сантаманс (23.66)          | Франція    | 6 грудня 2019    | Глазго    |        |
| 9    | 1:35.24 | Юліє Кепп Єнсен (24.44) Джанетт Оттесен (23.61) Емілі Бекманн (23.99) Пернілле Блуме (23.20)        | Данія      | 6 грудня 2019    | Глазго    |        |
| 10   | 1:35.61 | Сільвія ді П'єтро (23.92) Еріка Феррайолі (23.52) Аглая Пеццато (24.06) Федеріка Пеллегріні (24.11) | Італія     | 11 грудня 2016   | Віндзор   |        |

### Змішані
- Актуально станом на грудень 2023[45]

| Міс. | Час     | Плавець(чиня)                                                                                           | Країна          | Дата             | Місце      | Пос.   |
| ---- | ------- | --- | --------------- | ---------------- | ---------- | ------ |
| 1    | 1:27.33 | Максім Груссе (20.92) Флоран Маноду (20.26) Беріль Гастальделло (23.00) Мелані Енік (23.15)             | Франція         | 16 грудня 2022   | Мельбурн   | [ 46 ] |
| 2    | 1:27.75 | Бенджамін Прауд (20.39) Льюїс Беррас (20.69) Анна Гопкін (22.95) Фрея Андерсон (23.72)                  | Велика Британія | 9 грудня 2023    | Отопень    | [ 47 ] |
| 3    | 1:27.89 | Кайлеб Дрессел (20.43) Раян Гелд (20.60) Меллорі Комерфорд (23.44) Келсі Воррелл (23.42)                | США             | 12 грудня 2018   | Ханчжоу    |        |
| 4    | 1:28.03 | Кайл Чалмерс (20.97) Метью Темпл (20.71) Меґ Гарріс (23.73) Емма Маккеон (22.62)                        | Австралія       | 16 грудня 2022   | Мельбурн   | [ 46 ] |
| 5    | 1:28.28 | Алессандро Мірессі (20.87) Лоренцо Дзадзері (20.48) Джасмін Ночентіні (23.39) Сільвія ді П'єтро (23.54) | Італія          | 9 грудня 2023    | Отопень    | [ 47 ] |
| 6    | 1:28.31 | Володимир Морозов (20.65) Владислав Гриньов (20.65) Аріна Суркова (23.87) Марія Камєнєва (23.17)        | Росія           | 7 грудня 2019    | Глазго     | [ 48 ] |
| 7    | 1:28.39 | Нілс Корстаньє (21.42) Кайл Стольк (20.66) Раномі Кромовідьойо (23.01) Фемке Гемскерк (23.30)           | Нідерланди      | 16 грудня 2017   | Копенгаген |        |
| 8    | 1:28.55 | Джошуа Льєндо (20.94) Юрі Кісіл (20.99) Кайла Санчес (23.51) Меґґі Мак-Ніл (23.11)                      | Канада          | 17 грудня 2021   | Абу-Дабі   | [ 49 ] |
| 9    | 1:29.17 | Сезар Сьєло Фільйо (20.65) Жуан де Лукка (21.03) Етьєн Медейрос (23.58) Ларісса Олівейра (23.91)        | Бразилія        | 6 грудня 2014    | Доха       | [ 50 ] |
| 10   | 1:29.46 | Павел Юрашек (21.33) Якуб Маєрський (21.03) Аліція Тхуж (24.01) Катажина Васік (23.09)                  | Польща          | 6 листопада 2021 | Казань     | [ 51 ] |

## Найкращі 25 за увесь час

### Чоловіки
- Актуально станом на грудень 2023[33]

| Пос. | Час     | Плавець | Країна          | Дата              | Місце      | Пос.   |
| ---- | ------- | --- | --------------- | ----------------- | ---------- | ------ |
| 1    | 1:20.77 | Ален Бернар (20.64) Фаб'ян Жіло (20.33) Аморі Лево (19.93) Фредерік Буске (19.87)                             | Франція         | 14 грудня 2008    | Рієка      | [ 52 ] |
| 2    | 1:21.80 | Кайлеб Дрессел (20.43) Раян Гелд (20.25) Джек Конгер (20.59) Майкл Чедвік (20.53)                             | США             | 14 грудня 2018    | Ханчжоу    | [ 53 ] |
| 3    | 1:22.22 | Володимир Морозов (20.39) Євген Сєдов (20.82) Ivan Kuzmenko (20.64) Євген Рилов (20.37)                       | Росія           | 14 грудня 2018    | Ханчжоу    | [ 53 ] |
| 4    | 1:22.38 | Ален Бернар (20.77) Фаб'ян Жіло (20.54) Антуан Ґалявтін (20.95) Фредерік Буске (20.12)                        | Франція         | 14 грудня 2008    | Рієка      | [ 54 ] |
| 5    | 1:22.52 | Бенджамін Прауд (20.56) Метью Річардс (20.50) Александер Когун (20.99) Льюїс Беррас (20.47)                   | Велика Британія | 5 грудня 2023     | Отопень    | [ 36 ] |
| 6    | 1:22.60 | Володимир Морозов (21.01) Євген Сєдов (20.37) Олег Тихобаєв (20.59) Сергій Фесіков (20.63)                    | Росія           | 6 грудня 2014     | Доха       | [ 55 ] |
| 7    | 1:22.89 | Єссе Пютс (21.10) Стан Пейненбург (20.74) Кензо Сімонс (20.59) Том Де Бур (20.46)                             | Нідерланди      | 2 листопада 2021  | Казань     | [ 56 ] |
| 8    | 1:22.90 | Санто Кондореллі (21.27) Андреа Вергані (20.44) Лоренцо Дзадзері (20.57) Алессандро Мірессі (20.62)           | Італія          | 14 грудня 2018    | Ханчжоу    | [ 53 ] |
| 9    | 1:22.92 | Алессандро Мірессі (21.20) Томас Чеккон (20.82) Лоренцо Дзадзері (20.24) Марко Орсі (20.66)                   | Італія          | 2 листопада 2021  | Казань     | [ 56 ] |
| 9    | 1:22.92 | Владислав Гриньов (21.23) Михайло Вековищев (20.60) Климент Колесников (20.84) Володимир Морозов (20.25)      | Росія           | 4 грудня 2019     | Глазго     | [ 57 ] |
| 11   | 1:22.96 | Аморі Лево (20.53) Жеремі Страв'юс (21.01) Давід Метр (21.10) Фредерік Буске (20.32)                          | Франція         | 13 грудня 2009    | Стамбул    | [ 58 ] |
| 12   | 1:23.14 | Леонардо Деплано (21.05) Лоренцо Дзадзері (20.50) Томас Чеккон (20.98) Алессандро Мірессі (20.61)             | Італія          | 5 грудня 2023     | Отопень    | [ 36 ] |
| 13   | 1:23.18 | Дуже Драганья (20.71) Олексій Пунінський (20.55) Маріо Тодорович (20.87) Маріо Делач (21.05)                  | Хорватія        | 13 грудня 2009    | Стамбул    | [ 58 ] |
| 14   | 1:23.23 | Климент Колесников (21.24) Володимир Морозов (20.59) Сергій Фесіков (20.49) Михайло Вековищев (20.91)         | Росія           | 13 грудня 2017    | Копенгаген |        |
| 15   | 1:23.27 | Крістіан Голомєєв (21.15) Стергіос-Маріос Білас (21.02) Апостолос Хрістоу (20.58) Андреас Вазайос (20.52)     | Греція          | 5 грудня 2023     | Отопень    | [ 36 ] |
| 16   | 1:23.31 | Флоран Маноду (20.83) Фредерік Буске (20.65) Жеремі Страв'юс (21.00) Аморі Лево (20.83)                       | Франція         | 25 листопада 2012 | Chartres   |        |
| 17   | 1:23.35 | Володимир Морозов (21.22) Владислав Гриньов (20.69) Євген Рилов (20.99) Климент Колесников (20.45)            | Росія           | 2 листопада 2021  | Казань     | [ 56 ] |
| 18   | 1:23.36 | Володимир Морозов (20.87) Сергій Фесіков (20.57) Лагунов Євген Олександрович (21.03) Микита Коновалов (20.89) | Росія           | 15 грудня 2013    | Гернінг    |        |
| 19   | 1:23.37 | Алессандро Кальві (21.62) Марко Орсі (20.72) Маттія Налессо (20.59) Філіппо Маньїні (20.44)                   | Італія          | 14 грудня 2008    | Рієка      | [ 52 ] |
| 20   | 1:23.44 | Айзек Купер (21.25) Метью Темпл (20.75) Флінн Саутем (21.10) Кайл Чалмерс (20.34)                             | Австралія       | 15 грудня 2022    | Мельбурн   | [ 59 ] |
| 21   | 1:23.47 | Джош Шнайдер (21.05) Том Шілдс (20.99) Джиммі Фейген (20.79) Раян Лохте (20.64)                               | США             | 6 грудня 2014     | Доха       | [ 55 ] |
| 22   | 1:23.48 | Алессандро Мірессі (21.22) Леонардо Деплано (20.59) Томас Чеккон (20.67) Мануель Фріго (21.00)                | Італія          | 15 грудня 2022    | Мельбурн   | [ 59 ] |
| 23   | 1:23.49 | Євген Сєдов (20.71) Андрій Арбузов (20.94) Олександр Клюкін (20.93) Микита Коновалов (20.91)                  | Росія           | 2 грудня 2015     | Нетанья    |        |
| 24   | 1:23.61 | Леонардо Деплано (21.37) Лоренцо Дзадзері (20.42) Мануель Фріго (21.21) Алессандро Мірессі (20.61)            | Італія          | 19 грудня 2021    | Абу-Дабі   | [ 60 ] |
| 25   | 1:23.64 | Марко Орсі (21.04) Федеріко Боккіа (20.93) Філіппо Маньїні (20.81) Лука Дотто (20.86)                         | Італія          | 13 грудня 2009    | Стамбул    | [ 58 ] |

### Жінки
- Актуально станом на грудень 2022[41]

| Міс. | Час     | Плавчиня                                                                                          | Країна     | Дата              | Місце      | Пос.   |
| ---- | ------- | ------------------------------------------------------------------------------------------------- | ---------- | ----------------- | ---------- | ------ |
| 1    | 1:32.50 | Раномі Кромовідьойо (23.05) Маайке де-Ваард (23.16) Кім Буш (23.47) Фемке Гемскерк (22.82)        | Нідерланди | 12 грудня 2020    | Ейндговен  |        |
| 2    | 1:33.25 | Інґе Деккер (23.53) Гінкелін Схредер (22.81) Саскія де Йонґе (23.88) Раномі Кромовідьойо (23.03)  | Нідерланди | 11 грудня 2009    | Стамбул    |        |
| 3    | 1:33.80 | Гінкелін Схредер (23.80) Інґе Деккер (23.89) Раномі Кромовідьойо (23.29) Марлен Велдгойс (22.82)  | Нідерланди | 12 грудня 2008    | Рієка      |        |
| 4    | 1:33.89 | Торрі Гаск (24.08) Клер Курзан (23.30) Еріка Браун (23.74) Кейт Дуглас (22.77)                    | США        | 15 грудня 2022    | Мельбурн   | [ 42 ] |
| 5    | 1:33.91 | Раномі Кромовідьойо (23.42) Фемке Гемскерк (23.19) Тамара ван Вліт (23.65) Валері ван Рон (23.65) | Нідерланди | 15 грудня 2017    | Копенгаген |        |
| 6    | 1:34.03 | Медісон Кеннеді (24.05) Меллорі Комерфорд (23.28) Келсі Воррелл (23.37) Еріка Браун (23.33)       | США        | 16 грудня 2018    | Ханчжоу    |        |
| 7    | 1:34.22 | Еббі Вейтцейл (23.59) Клер Курзан (23.40) Кетрін Беркофф (23.81) Кейт Дуглас (23.42)              | США        | 21 грудня 2021    | Абу-Дабі   | [ 43 ] |
| 8    | 1:34.23 | Меґ Гарріс (23.98) Медісон Вілсон (23.51) Моллі О'Каллаган (24.01) Емма Маккеон (22.73)           | Австралія  | 15 грудня 2022    | Мельбурн   | [ 42 ] |
| 9    | 1:34.24 | Інґе Деккер (24.09) Фемке Гемскерк (23.24) Мод ван дер Мер (24.03) Раномі Кромовідьойо (22.88)    | Нідерланди | 7 грудня 2014     | Доха       | [ 61 ] |
| 10   | 1:34.34 | Інґе Деккер (24.06) Фемке Гемскерк (23.79) Гінкелін Схредер (23.40) Раномі Кромовідьойо (23.49)   | Нідерланди | 26 листопада 2010 | Ейндговен  |        |
| 11   | 1:34.54 | Сара Шестрем (23.33) Мішель Колеман (23.38) Сара Юневік (24.02) Луїс Ганссон (23.81)              | Швеція     | 21 грудня 2021    | Абу-Дабі   | [ 43 ] |
| 12   | 1:34.55 | Раномі Кромовідьойо (23.60) Фемке Гемскерк (23.32) Кім Буш (23.84) Валері ван Рон (23.79)         | Нідерланди | 16 грудня 2018    | Ханчжоу    |        |
| 13   | 1:34.61 | Медісон Кеннеді (24.06) Еббі Вейтцейл (23.40) Наталі Коглін (23.39) Емі Білквіст (23.76)          | США        | 7 грудня 2014     | Доха       | [ 61 ] |
| 14   | 1:34.82 | Інґе Деккер (24.46) Гінкелін Схредер (23.54) Раномі Кромовідьойо (23.67) Марлен Велдгойс (23.15)  | Нідерланди | 14 грудня 2007    | Дебрецен   |        |
| 15   | 1:34.89 | Кім Буш (24.29) Маайке де-Ваард (23.71) Кіра Туссен (24.01) Раномі Кромовідьойо (22.88)           | Нідерланди | 21 грудня 2021    | Абу-Дабі   | [ 43 ] |
| 16   | 1:34.92 | Розалія Насретдінова (24.18) Аріна Суркова (23.41) Марія Камєнєва (23.70) Дарія Клепикова (23.63) | Росія      | 2 листопада 2021  | Казань     | [ 44 ] |
| 17   | 1:35.00 | Мішель Вільямс (24.07) Сандрін Менвіль (23.62) Тейлор Рак (23.77) Пенні Олексяк (23.54)           | Канада     | 11 грудня 2016    | Віндзор    | [ 62 ] |
| 17   | 1:35.00 | Чен Юйцзє (24.27) Чжан Юйфей (23.12) Чжу Менхуей (23.90) У Цінфен (23.71)                         | Китай      | 21 грудня 2021    | Абу-Дабі   | [ 43 ] |
| 19   | 1:35.21 | Тамара ван Вліт (24.19) Кіра Туссен (23.90) Фемке Гемскерк (23.24) Валері ван Рон (23.62)         | Нідерланди | 6 грудня 2019     | Глазго     |        |
| 19   | 1:35.21 | Беріль Гастальделло (23.85) Мелані Енік (23.30) Лена Бускен (24.40) Анна Сантаманс (23.66)        | Франція    | 6 грудня 2019     | Глазго     |        |
| 21   | 1:35.24 | Юліє Кепп Єнсен (24.44) Джанетт Оттесен (23.61) Емілі Бекманн (23.99) Пернілле Блуме (23.20)      | Данія      | 6 грудня 2019     | Глазго     |        |
| 22   | 1:35.36 | Кім Буш (24.20) Маайке де-Ваард (23.47) Кіра Туссен (24.01) Валері ван Рон (23.68)                | Нідерланди | 15 грудня 2022    | Мельбурн   | [ 42 ] |
| 23   | 1:35.37 | Тамара ван Вліт (24.45) Раномі Кромовідьойо (23.11) Маайке де-Ваард (24.09) Кім Буш (23.72)       | Нідерланди | 11 грудня 2016    | Віндзор    | [ 62 ] |
| 24   | 1:35.40 | Марія Камєнєва (23.59) Аріна Суркова (23.99) Дарія Устинова (23.92) Розалія Насретдінова (23.90)  | Росія      | 21 грудня 2021    | Абу-Дабі   | [ 43 ] |
| 25   | 1:35.46 | Емма Свенссон (24.27) Юзефіна Ліллгаге (23.71) Клер Геденскоґ (23.79) Сара Шестрем (23.69)        | Швеція     | 11 грудня 2009    | Стамбул    |        |

### Змішані
- Актуально станом на грудень 2023[45]

| Міс. | Час     | Плавець(чиня)                                                                                           | Країна          | Дата             | Місце      | Пос.   |
| ---- | ------- | --- | --------------- | ---------------- | ---------- | ------ |
| 1    | 1:27.33 | Максім Груссе (20.92) Флоран Маноду (20.26) Беріль Гастальделло (23.00) Мелані Енік (23.15)             | Франція         | 16 грудня 2022   | Мельбурн   | [ 46 ] |
| 2    | 1:27.75 | Бенджамін Прауд (20.39) Льюїс Беррас (20.69) Анна Гопкін (22.95) Фрея Андерсон (23.72)                  | Велика Британія | 9 грудня 2023    | Отопень    | [ 47 ] |
| 3    | 1:27.89 | Кайлеб Дрессел (20.43) Раян Гелд (20.60) Меллорі Комерфорд (23.44) Келсі Воррелл (23.42)                | США             | 12 грудня 2018   | Ханчжоу    |        |
| 4    | 1:28.03 | Кайл Чалмерс (20.97) Метью Темпл (20.71) Меґ Гарріс (23.73) Емма Маккеон (22.62)                        | Австралія       | 16 грудня 2022   | Мельбурн   | [ 46 ] |
| 5    | 1:28.28 | Алессандро Мірессі (20.87) Лоренцо Дзадзері (20.48) Джасмін Ночентіні (23.39) Сільвія ді П'єтро (23.54) | Італія          | 9 грудня 2023    | Отопень    | [ 47 ] |
| 6    | 1:28.31 | Володимир Морозов (20.65) Владислав Гриньов (20.65) Аріна Суркова (23.87) Марія Камєнєва (23.17)        | Росія           | 7 грудня 2019    | Глазго     | [ 48 ] |
| 7    | 1:28.35 | Максім Груссе (21.04) Флоран Маноду (20.50) Шарлотт Бонне (23.54) Беріль Гастальделло (23.27)           | Франція         | 9 грудня 2023    | Отопень    | [ 47 ] |
| 8    | 1:28.39 | Нілс Корстаньє (21.42) Кайл Стольк (20.66) Раномі Кромовідьойо (23.01) Фемке Гемскерк (23.30)           | Нідерланди      | 16 грудня 2017   | Копенгаген | [ 63 ] |
| 9    | 1:28.51 | Єссе Пютс (21.17) Стан Пейненбург (21.18) Раномі Кромовідьойо (23.09) Фемке Гемскерк (23.07)            | Нідерланди      | 12 грудня 2018   | Ханчжоу    |        |
| 10   | 1:28.53 | Володимир Морозов (20.55) Сергій Фесіков (20.67) Марія Камєнєва (23.82) Розалія Насретдінова (23.49)    | Росія           | 16 грудня 2017   | Копенгаген | [ 63 ] |
| 10   | 1:28.53 | Кензо Сімонс (21.14) Том Де Бур (20.61) Маайке де-Ваард (23.35) Марріт Стінберген (23.43)               | Нідерланди      | 16 грудня 2022   | Мельбурн   | [ 46 ] |
| 12   | 1:28.55 | Джошуа Льєндо (20.94) Юрі Кісіл (20.99) Кайла Санчес (23.51) Меґґі Мак-Ніл (23.11)                      | Канада          | 17 грудня 2021   | Абу-Дабі   | [ 49 ] |
| 13   | 1:28.57 | Джош Шнайдер (20.94) Метт Греверс (20.75) Медісон Кеннеді (23.63) Еббі Вейтцейл (23.25)                 | США             | 6 грудня 2014    | Доха       | [ 64 ] |
| 14   | 1:28.61 | Єссе Пютс (21.33) Том Де Бур (20.35) Раномі Кромовідьойо (22.97) Кіра Туссен (23.96)                    | Нідерланди      | 17 грудня 2021   | Абу-Дабі   | [ 49 ] |
| 15   | 1:28.64 | Данкан Скотт (21.28) Скотт Мак-Лей (20.79) Анна Гопкін (23.13) Фрея Андерсон (23.44)                    | Велика Британія | 7 грудня 2019    | Глазго     | [ 48 ] |
| 16   | 1:28.70 | Том Де Бур (21.40) Раномі Кромовідьойо (22.87) Фемке Гемскерк (23.29) Єссе Пютс (21.14)                 | Нідерланди      | 7 серпня 2017    | Berlin     |        |
| 17   | 1:28.73 | Володимир Морозов (20.75) Євген Сєдов (20.66) Марія Камєнєва (23.66) Розалія Насретдінова (23.66)       | Росія           | 12 грудня 2018   | Ханчжоу    |        |
| 18   | 1:28.86 | Максім Груссе (21.35) Флоран Маноду (20.09) Мелані Енік (23.36) Беріль Гастальделло (24.06)             | Франція         | 7 грудня 2019    | Глазго     | [ 48 ] |
| 19   | 1:28.90 | Єссе Пютс (21.19) Том Де Бур (21.01) Фемке Гемскерк (23.80) Раномі Кромовідьойо (22.90)                 | Нідерланди      | 12 серпня 2017   | Ейндговен  |        |
| 20   | 1:28.93 | Єссе Пютс (21.06) Том Де Бур (20.55) Маайке де-Ваард (23.46) Кім Буш (23.86)                            | Нідерланди      | 6 листопада 2021 | Казань     | [ 51 ] |
| 21   | 1:28.97 | Володимир Морозов (21.17) Андрій Мінаков (20.95) Марія Камєнєва (23.17) Аріна Суркова (23.68)           | Росія           | 17 грудня 2021   | Абу-Дабі   | [ 49 ] |
| 22   | 1:29.04 | Раян Гелд (20.86) Зак Еппл (21.31) Кейт Дуглас (23.70) Еббі Вейтцейл (23.17)                            | США             | 17 грудня 2021   | Абу-Дабі   | [ 49 ] |
| 23   | 1:29.13 | Євген Сєдов (20.59) Володимир Морозов (20.65) Вероніка Андрусенко (23.93) Розалія Насретдінова (23.96)  | Росія           | 6 грудня 2014    | Доха       | [ 50 ] |
| 23   | 1:29.13 | Єссе Пютс (21.37) Кензо Сімонс (20.77) Кіра Туссен (23.69) Валері ван Рон (23.30)                       | Нідерланди      | 9 грудня 2023    | Отопень    | [ 47 ] |
| 25   | 1:29.17 | Сезар Сьєло Фільйо (20.65) Жуан де Лукка (21.03) Етьєн Медейрос (23.58) Ларісса Олівейра (23.91)        | Бразилія        | 6 грудня 2014    | Доха       | [ 50 ] |